# Murder on the Orient Express (2017)
Murder on the Orient Express (br Assassinato no Expresso do Oriente; pt Um Crime no Expresso do Oriente) é um filme policial de drama e suspense estadunidense de 2017, dirigido por Kenneth Branagh e escrito por Michael Green, baseado no romance homônimo de Agatha Christie, de 1934, sendo a segunda adaptação cinematográfica do romance de Christie, seguindo a versão de 1974, dirigida por Sidney Lumet. Produzido pela Kinberg Genre, The Mark Gordon Company, Scott Free Productions e TSG Entertainment e distribuído pela 20th Century Fox, é estrelado por Kenneth Branagh, Tom Bateman, Lucy Boynton, Olivia Colman, Penélope Cruz, Willem Dafoe, Judi Dench, Johnny Depp, Josh Gad, Manuel Garcia-Rulfo, Derek Jacobi, Marwan Kenzari, Leslie Odom Jr., Michelle Pfeiffer, Sergei Polunin e Daisy Ridley.
A pré-estreia de Murder on the Orient Express ocorreu no Royal Albert Hall, em Londres, no dia 2 de novembro de 2017, estreando no dia seguinte no Reino Unido. Foi lançado nos Estados Unidos em 10 de novembro de 2017, chegando um dia antes em Portugal. No Brasil, a estreia ocorrera no dia 23 de novembro de 2017. Recebeu críticas mistas por parte da crítica especializada e do público. O desempenho do elenco foi bem avaliado, mas a narrativa foi criticada por não abordar nenhuma novidade, não trazendo nenhum diferencial do que pôde ser visto nas adaptações anteriores. Arrecadou mais de US$ 351 milhões mundialmente, contra um orçamento de US$ 55 milhões. Na bilheteria doméstica, Estados Unidos e Canadá, totalizou US$ 102,8 milhões.
Uma sequência, baseada no romance policial Death on the Nile, de 1937, está sendo desenvolvida por Branagh com a possibilidade de novos filmes no que estaria sendo chamado de universo cinematográfico de Hercule Poirot.

## Enredo
A história se passa dentro de um luxuoso trem no ano de 1934. Mas a tranquila viagem é interrompida por conta de um misterioso assassinato. Para a surpresa dos passageiros, Hercule Poirot (Kenneth Branagh), um dos mais conceituados e famosos detetives criminais da época, estava na composição. O profissional então inicia uma minuciosa investigação para tentar descobrir quem cometeu o terrível delito.

## Elenco
- Kenneth Branagh como Hercule Poirot
- Tom Bateman como Bouc
- Johnny Depp como Ratchett
- Michelle Pfeiffer como Sra. Hubbard
- Penélope Cruz como Pilar Estravados
- Willem Dafoe como Gerhard Hardman
- Daisy Ridley como Mary Debenham
- Leslie Odom Jr. como Doutor Arbuthnot
- Olivia Colman como Hildegarde Schmidt
- Judi Dench como Princesa Dragomiroff
- Derek Jacobi como Edward Masterman
- Lucy Boynton como Condessa Andrenyi
- Josh Gad como Hector MacQueen
- Manuel Garcia-Rulfo como Marquez
- Marwan Kenzari como Pierre Michel
- Sergei Polunin como Conde Andrenyi

## Produção
A 20th Century Fox anunciou o projeto em dezembro de 2013. Em 16 de junho de 2015, o estúdio contratou o diretor Kenneth Branagh para dirigir uma nova adaptação cinematográfica do romance de Agatha Christie. Em 20 de novembro, foi revelado que o diretor também atuaria no filme desempenhando o papel de detetive Hercule Poirot. Michael Green escreveu o roteiro. Em 10 de junho de 2016, foi relatado que Angelina Jolie estava em negociações iniciais para estrelar o projeto, no entanto, a Variety relatou em 4 de agosto que ela não iria assinar para atuar, e que o estúdio estava à procura de outras atrizes como Charlize Theron. Em 17 de agosto, a Variety informou que Leslie Odom Jr. estava em negociações para se juntar ao elenco em um papel não especificado. Em 6 de setembro, o Hollywood Reporter relatou que Tom Bateman atuaria no papel de M. Bouc. Treze dias depois, Johnny Depp, Michelle Pfeiffer, Daisy Ridley, Judi Dench, Michael Peña, Derek Jacobi e Lucy Boynton foram adicionados ao elenco. Em 20 de outubro, Josh Gad foi contratado para interpretar Hector MacQueen. Uma semana mais tarde, Marwan Kenzari se juntou ao elenco no papel do condutor francês de um trem. No dia 11 de novembro, Penélope Cruz se juntou ao elenco em um papel não especificado, revelado mais tarde como Greta Ohlsson. Em 5 de dezembro, Sergei Polunin se juntou ao elenco em um papel não revelado, mais tarde descrito como o Conde Andrenyi. Em 5 de janeiro de 2017, Willem Dafoe se juntou ao elenco do filme como um detetive secreto. Dois dias depois, Olivia Colman revelou que foi escolhida como a empregada de Judi Dench. Em 25 de janeiro, foi anunciado que Michael Peña tinha deixado o projeto e que Manuel Garcia-Rulfo o substituiria como Marquez.

## Lançamento
Distribuído mundialmente pela 20th Century Fox, a pré-estreia de Murder on the Orient Express ocorreu no Royal Albert Hall, em Londres, no dia 2 de novembro de 2017. A estreia nos Estados Unidos estava programada para 22 de novembro de 2017, mas acabou sendo adiantado para para 10 de novembro.

## Recepção

### Prêmios e indicações
| Premiação                    | Data da cerimônia       | Categoria                        | Indicação                    | Resultado | Ref.          |
| ---------------------------- | ----------------------- | -------------------------------- | ---------------------------- | --------- | ------------- |
| Seattle Film Critics Society | 18 de dezembro de 2017  | Melhor Direção de Arte           | Jim Clay e Rebecca Alleway   | Indicado  | [ 29 ] [ 30 ] |
| Critics' Choice Movie Awards | 11 de janeiro de 2018   | Melhor Direção de Arte           | Jim Clay e Rebecca Alleway   | Indicado  | [ 31 ] [ 32 ] |
| London Film Critics' Circle  | 28 de janeiro de 2018   | Atriz Britânica/Irlandesa do Ano | Judi Dench                   | Indicado  | [ 33 ] [ 34 ] |
| Satellite Awards             | 11 de fevereiro de 2018 | Melhor Figurino                  | Alexandra Byrne              | Indicado  | [ 35 ] [ 36 ] |
| Empire Awards                | 18 de março de 2018     | Melhor Maquiagem e Cabelo        | Murder on the Orient Express | Indicado  | [ 37 ] [ 38 ] |

## Sequência
Em novembro de 2017, a 20th Century Fox, devido ao sucesso comercial, anunciou que uma sequela, baseada no romance policial Death on the Nile, de 1937, estava em desenvolvimento com Michael Green, que trabalhara em Murder on the Orient Express, voltando a desempenhar seu papel como roteirista. Foi declarado também que Kenneth Branagh provavelmente retornaria como ator e diretor da versão cinematográfica da obra de Agatha Christie.
A sequência foi lançada em 2022: Morte no Nilo